# Педагогическое общение
Педагогическое общение — профессиональное общение преподавателя с учащимися в целостном педагогическом процессе, развивающееся в двух направлениях: организация отношений с учащимися и управление общением в детском коллективе.
Педагогическое общение — это многоплановый процесс организации, установления и развития коммуникации, взаимопонимания и взаимодействия между педагогами и учащимися, порождаемый целями и содержанием их совместной деятельности.

## Роль общения в воспитательном процессе
Общение — один из важнейших факторов психического и социального развития ребёнка. Только в контакте с взрослыми людьми возможно усвоение детьми общественно-исторического опыта человечества и реализация ими прирождённой возможности стать представителями человеческого рода. Недостаток и ограничение общения замедляют и обедняют развитие ребёнка.
Проблеме педагогического общения посвящено значительное количество исследований, анализ которых обнаруживает несколько аспектов в её изучении. Прежде всего, это определение структуры и условий формирования коммуникативных умений педагога (В. А. Кан-Калик, Ю. Н. Емельянов, Г. А. Ковалев, А. А. Леонтьев и др.). В этом аспекте получили развитие методы активного социального обучения (АСО): ролевые игры, социально-психологические тренинги, дискуссии и др. С их помощью педагоги овладевают способами взаимодействия, развивают общительность.
Другим направлением является исследование проблемы взаимопонимания между педагогами и обучаемыми (А. А. Бодалев, С. В. Кондратьева и др.). Они значимы в силу того, что контакт возможен только в условиях достаточно полного взаимопонимания между общающимися, достижение которого требует поиска определённых условий и приемов.
Особую группу исследований составляют те, которые изучают нормы, реализуемые в педагогическом общении. Прежде всего, это исследования по проблеме педагогической этики и такта (Э. А. Гришин, И. В. Страхов и др.).

## Структура общения и функции общения
Структура общения:
1. Коммуникативный компонент — обмен информацией между субъектами общения.
2. Интерактивный компонент — общая стратегия взаимодействия: кооперация, сотрудничество и конкуренция.
3. Перцептивный компонент — восприятие, изучение. Понимание, оценка партнёрами по общению друг друга.

Функции общения: информационная, самопрезентативная, социально-перцептивная, интерактивная, аффективная.

## Условия эффективности педагогического общения
Условия эффективности педагогического общения в общем виде сформулировал А. А. Бодалёв.
- Общение становится педагогически эффективным, если оно осуществляется в соответствии с единым гуманистическим принципом во всех сферах жизни воспитанника — в семье, в школе, во внешкольных учреждениях и др.
- Если общение сопровождается воспитанием отношения к высшей ценности.
- Если обеспечивается усвоение необходимых психолого-педагогических знаний, умений и навыков познания других людей и обращения с ними.[4]

## Качества личности учителя, значимые для продуктивного общения
- Глубокое знание психологии другого человека (его ценностей, идеалов, направленности, потребностей, интересов, уровня притязаний).
- Социальная установка на человека (аттракция).
- Безусловное принятие ребёнка — принцип предвосхищающего уважения.
- Развитые внимательность, наблюдательность, память, мышление, воображение.
- Воспитанность эмоциональной сферы: умения сопереживать и сочувствовать — готовность к эмпатии.
- Самопознание и самооценка: педагогическая рефлексия (способствует умению правильно настраиваться на другого человека, выбирать соответствующий способ поведения).
- Коммуникативные умения — умения вступать в общения, выбирать или создавать новые способы коммуникации. Владения техникой общения.
- Речевое развитие.
- Педагогическая интуиция.[1]

## Барьеры восприятия в общении
- Эффект первого впечатления — обусловленность восприятия и оценивания человека первым впечатлением о нём, которое может оказаться ошибочным.
- Эффект первичности — придание большого значения при восприятии и оценивании незнакомого воспитанника или группы той информации о нём, которая поступила раньше.
- Эффект новизны — придание большого значения более поздней информации при восприятии и оценивании знакомого человека.
- Эффект проекции — приписывание своих достоинств приятным воспитанникам или другим людям, и своих недостатков — неприятным.
- Эффект стереотипизации — использование в процессе межличностного восприятия устойчивого образа человека. Приводит к упрощению в познании человека, построению неточного образа другого, к возникновению предубеждения.[1]

## Стиль педагогического общения
Общепринятой классификацией стилей педагогического общения является их деление на авторитарный, демократический и попустительский (А. В. Петровский, Я. Л. Коломинский, А. П. Ершова, В. В. Шпалинский, М. Ю. Кондратьев и др.).
Виды стилей педагогического общения
- Перспективные: общение на основе совместной творческой деятельности, общение на основе дружеского расположения.
- Неперспективные: общение-устрашение, общение-заигрывание.

В общении очень важно правильно определить дистанцию между воспитателем и воспитанниками. Дистанция — форма выражения отношения.
С помощью «языка действий» театральной режиссуры (П. М. Ершов, К. С. Станиславский) в педагогической деятельности можно выделить (для профессионально-осознанного освоения и/или тренировки-шлифовки) подтексты поведения (на основе «классификации словесных воздействий») и параметры поведения: наступательность — оборонительность; деловитость — позиционность; дружественность — враждебность; сила (уверенность) — слабость (безвольность). Уверенное владение учителем своими поведенческими «подтекстами» и «параметрами» позволяет ему своевременно, позитивно и гуманистически решать разнообразные дисциплинарные проблемы, неизбежно возникающие по ходу урока.